# Гойкович, Катарина
Катарина Гойкович (серб. Катарина Гојковић, род. 21 декабря 1967, Чикаго) — сербская актриса.

## Биография
Она дочь известного певца Предрага Гойковича Цуне. С семи лет работала в драматической студии Радио Београд под руководством педагога Мирослава Мике Алексича. Во время учёбы в школе, помимо актёрского мастерства, она также занималась музыкой, и вместе с сестрой и друзьями участвовала в рок-группе Француска собарица (дословно — «Французская горничная»). Окончила факультет драматического искусства в Белграде в классе проф. Миленко Маричича. Была стипендиатом, а затем до 1997 года членом Югославского драматического театра.
На театральных сценах Белграда работает с 1987 года. С 1997 по 2003 год проживала в Лос-Анджелесе, Калифорния, США. Вернувшись из США, продолжила карьеру спектаклем «Лулу» в постановке Горчина Стояновича. Это открыло двери для следующих проектов, большинство из которых были мюзиклами: «Чикаго», «Ядничи», «Глория», «Коза», «Ребекка».
Катарина свободно говорит по-английски. Она живёт и работает в Белграде.